# Campeonato Amazonense de Futebol de 2021 - Segunda Divisão
O Campeonato Amazonense de Futebol de 2021 - Segunda Divisão é a 30ª edição do campeonato oficial que dá acesso à Primeira Divisão do futebol amazonense. A competição conta com 7 clubes e promoverá 2 deles para disputar a elite do futebol estadual na temporada seguinte. Estreou nessa temporada o Manauara Esporte Clube, que sagrou-se campeão e garantiu o acesso à Primeira Divisão de 2022, juntamente com o Operário-AM.

## Regulamento
Os sete clubes jogam entre si em turno único, classificando-se quatro deles para as Semifinais(também em jogo único) onde o vencedor garante o acesso para a Primeira Divisão. Uma final entre os vencedores é disputada para eleger o campeão da competição.

## Equipes Participantes

### Rebaixados
Devido à pandemia de COVID-19 a Federação Amazonense de Futebol decidiu dar imunidade aos clubes que decidiram se ausentar da reedição do estadual 2020, assim, ficando a temporada sem rebaixamentos.[carece de fontes?]